# Aganju
Aganju (também conhecido como Agayú, Aggayú, Aganjú ou Aganyú nos países de língua espanhola) é um orixá. É cultuado como um ancestral na Nigéria e como um orixá na diáspora africana. Ele é sincretizado com São Cristóvão na Santería cubana. 
Na língua iorubá, aginjù (não Aganju) significa localidade inóspita, um deserto ou local impenetrável.
Aganju está fortemente associado ao orixá Xangô. Em algumas tradições, Aganju é descrito como o pai de Xangô; em outras ele é descrito como seu irmão. Tanto Xangó quanto Aganju foram, uma vez, governantes do Império de Oió, até que se tornaram deificados. 

## África
Nas regiões iorubás da Nigéria e da República do Benin, Aganju é conhecido como um rei guerreiro divinizado da cidade de Shaki, no atual estado de Oió, na Nigéria. Dizia-se que ele andava com uma espada e lutava atirando fogo, ao contrário de Xangô, que luta com trovões e raios. Shaki fica na área de savana do norte da Iorubalândia, que possui monólitos e afloramentos rochosos. Aganju foi o quinto alafim no Império de Oió, era filho de Ajacá, neto de Oraniã e sobrinho de Xangô.

## Brasil
Na tradição afro-brasileira do Candomblé, Aganju é muitas vezes cultuado como uma manifestação ou qualidade de Xangô, muitas delas chamado de Xangô Aganju. É o orixá que representa tudo que é explosivo, que não tem controle, ele é a personificação dos vulcões. Ele também é apelidado de "Xangô menino" entre os praticantes do candomblé.

## Cuba
Em Cuba, Aganju é uma divindade vulcânica para os praticantes da religião Santeria/Lucumi. Entretanto, não há vulcões em Cuba nem na Iorubalândia, nem mesmo Aganju é associado a vulcões entre o povo iorubá. No entanto, o planalto de Biu, na área montanhosa do nordeste da Nigéria, contém vários vulcões extintos. O Platô de Biu fica a cerca de 580 km de Abuja, capital da Nigéria e cerca de 720 km de Oió, na Nigéria. Esses vulcões extintos estão extintos há muito tempo e também estão geograficamente longe de toda Iorubalândia. É muito provável que a associação de Aganjú com vulcões em Cuba não seja mais antiga do que o século passado entre os povos criolos.  

## Outras leituras
- Jo Anna Hunter, Oro Pataki Aganju: A Cross Cultural Approach Towards the Understanding of the Fundamentos of the Orisa Aganju in Nigeria and Cuba, In Orisa Yoruba God and Spiritual Identity in Africa and the Diaspora, editado por Toyin Falola, Ann Genova. New Jersey: Africa World Press, Inc. 2006.